# Aristida tuitensis
Aristida tuitensis là một loài thực vật có hoa trong họ Hòa thảo. Loài này được Sánchez-Ken & Dávila mô tả khoa học đầu tiên năm 1995.